# جانسونز بیبی

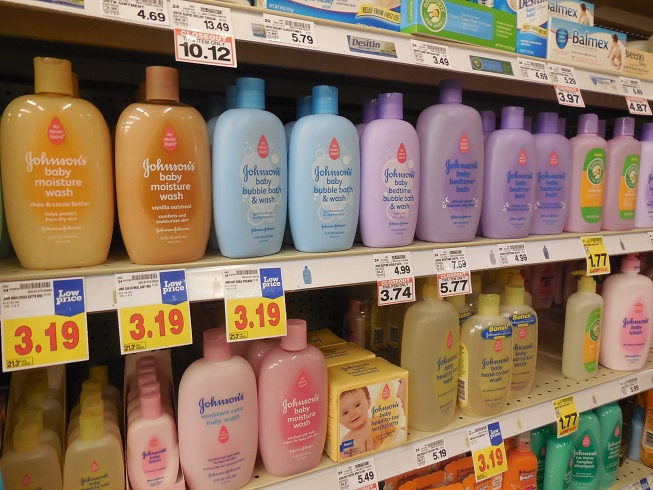
محصولات جانسونز بیبی در یک مغازه کروگر

جانسونز بیبی (انگلیسی: Johnson's Baby) یک نشان آمریکایی لوازم آرایشی و مراقبت از پوست کودک است که متعلق به کنویو است.